# بوچکوویتسه (استان اشوی‌داشکسیه)
بوچکوویتسه (به لهستانی: Boczkowice) یک منطقهٔ مسکونی در لهستان است که در گمینا وشچووا واقع شده‌است.